# Skwer Emila i Georga Zillmannów w Katowicach
Skwer Emila i Georga Zillmannów w Katowicach – skwer położony w Katowicach, na terenie dzielnicy Janów-Nikiszowiec, w centralnej części zabytkowego osiedla patronackiego Nikiszowiec. 
Upamiętnia on Emila i Georga Zillmannów. Byli to niemieccy architekci, którzy zaprojektowali m.in. osiedle Nikiszowiec.
Na jego terenie od 17 marca 2016 roku znajduje się pomnik ogrodowy, który w 1835 roku powstał na plantach w okolicy domu myśliwskiego w Janowie. Na pomniku znajduje się inskrypcja z wierszem osoby fundującej jego powstanie – Aleksandra Mieroszewskiego. Jest to jeden z najstarszych napisów w języku polskim na terenie Katowic.
W pobliżu skweru znajduje się:
- Plac Wyzwolenia[6],
- kościół parafialny pod wezwaniem św. Anny oraz dom katechetyczny i probostwo[7],
- bistro MAOLA[8].

Swoją nazwę skwer otrzymał na mocy uchwały nr XLVII/951/09 Rady Miasta Katowice z dnia 28 września 2009 roku, w 1. paragrafie tej uchwały. Weszła w życie po upływie 14 dni od dnia ogłoszenia w Dzienniku Urzędowym Województwa Śląskiego, co nastąpiło 12 października 2009 roku.

## Galeria

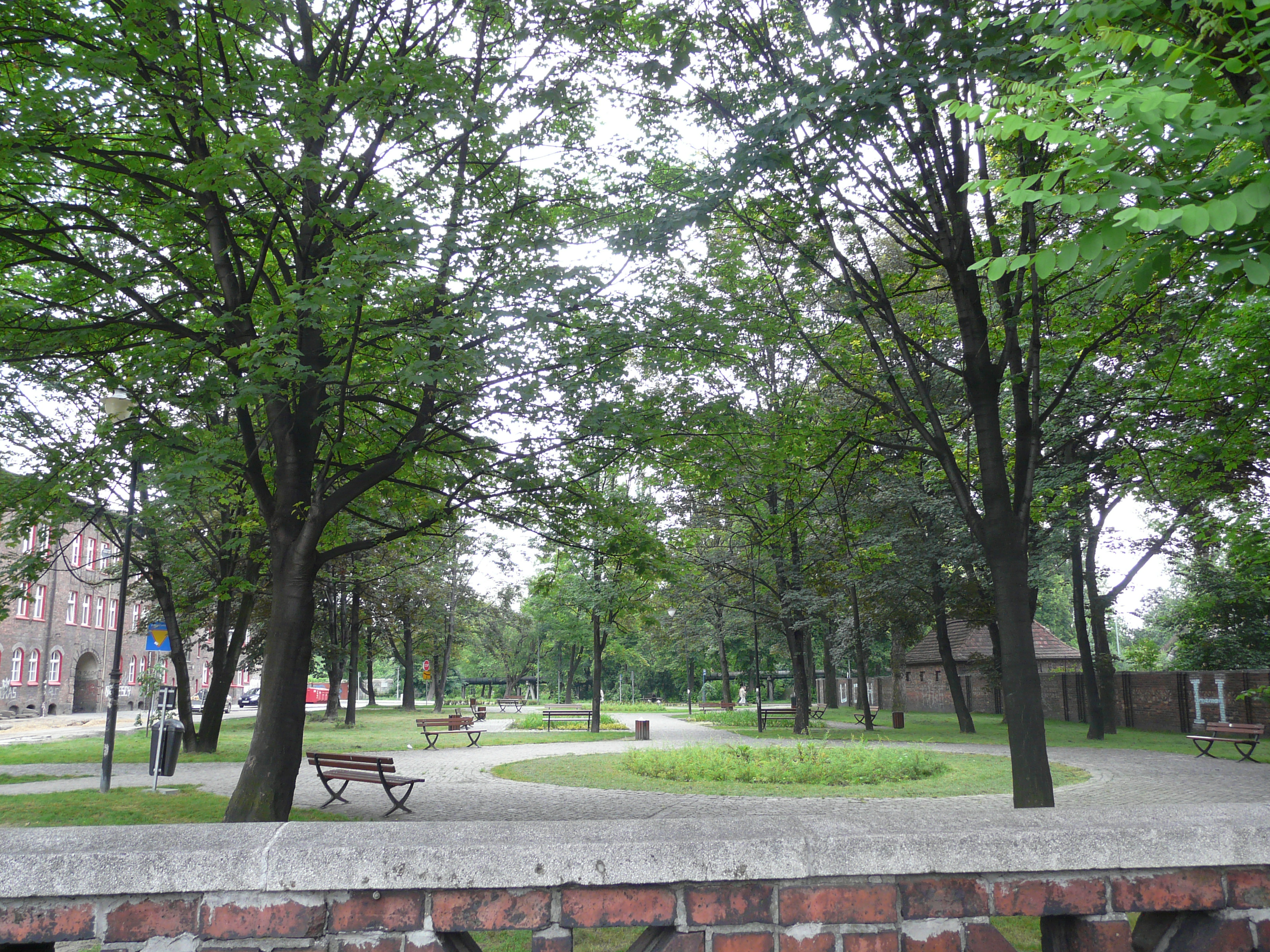
Skwer od strony zachodniej
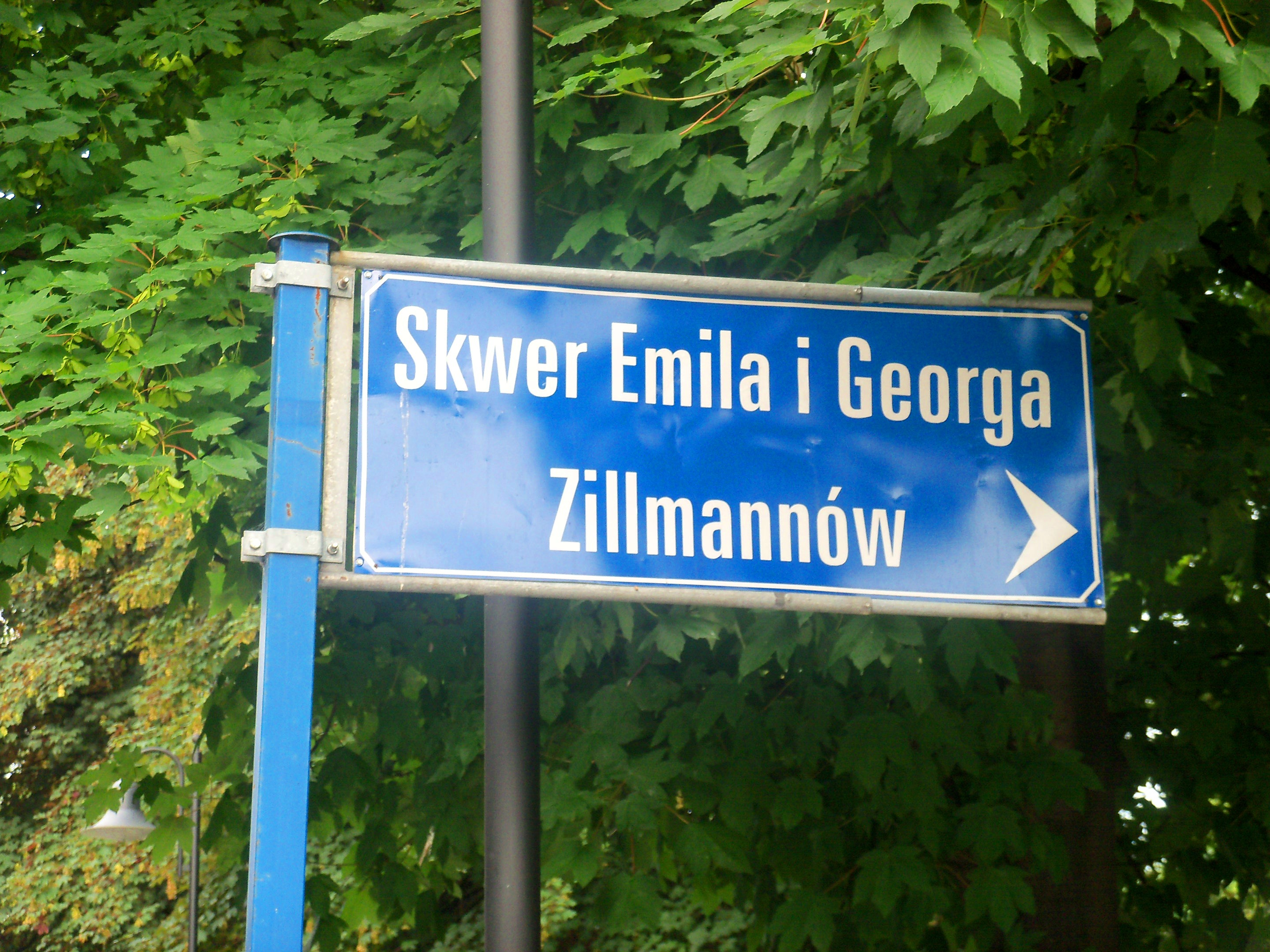
Tablica z nazwą skweru (2011)
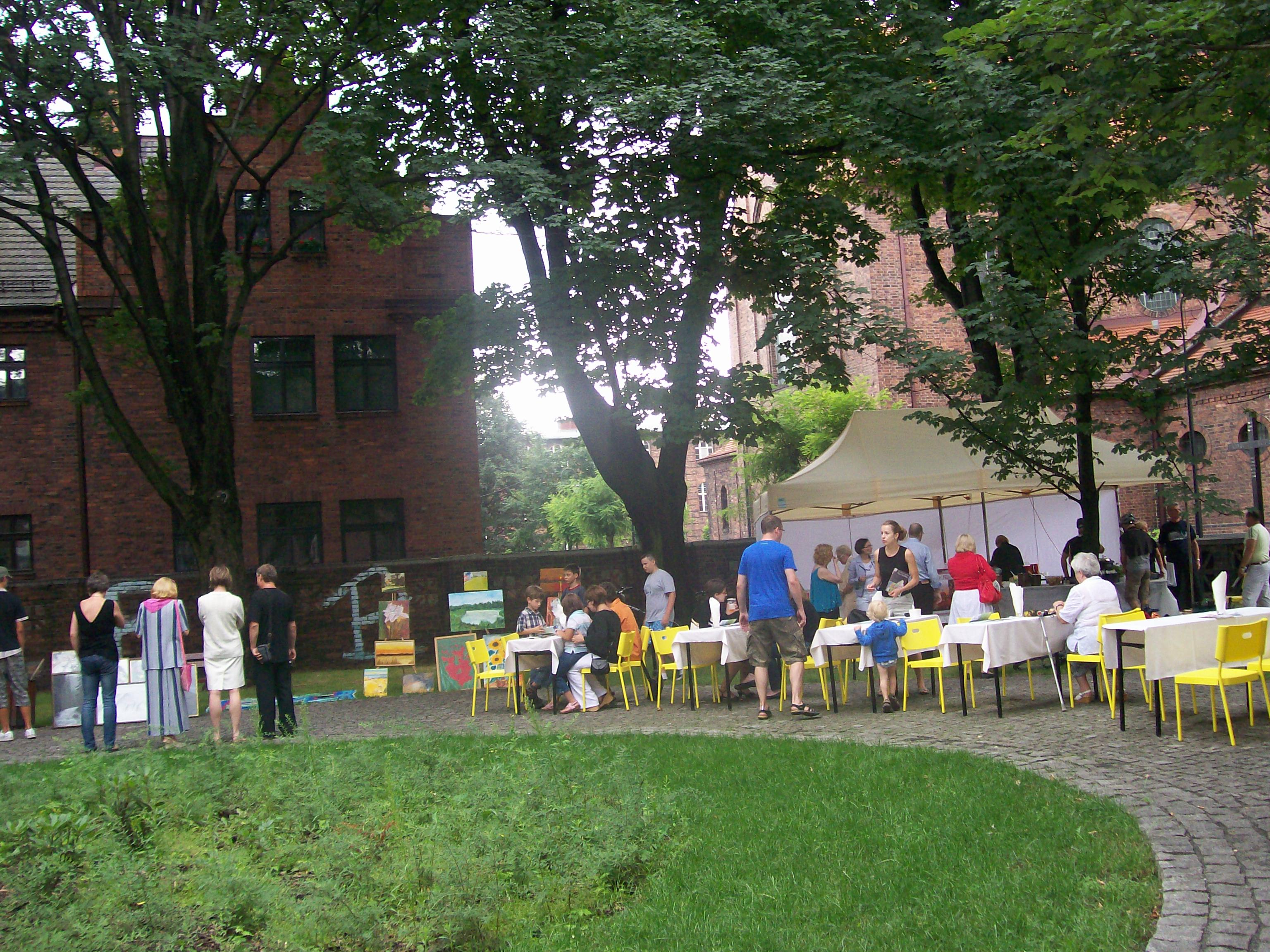
Piknik podczas jarmarku odbywającego się w Nikiszowcu (2012)
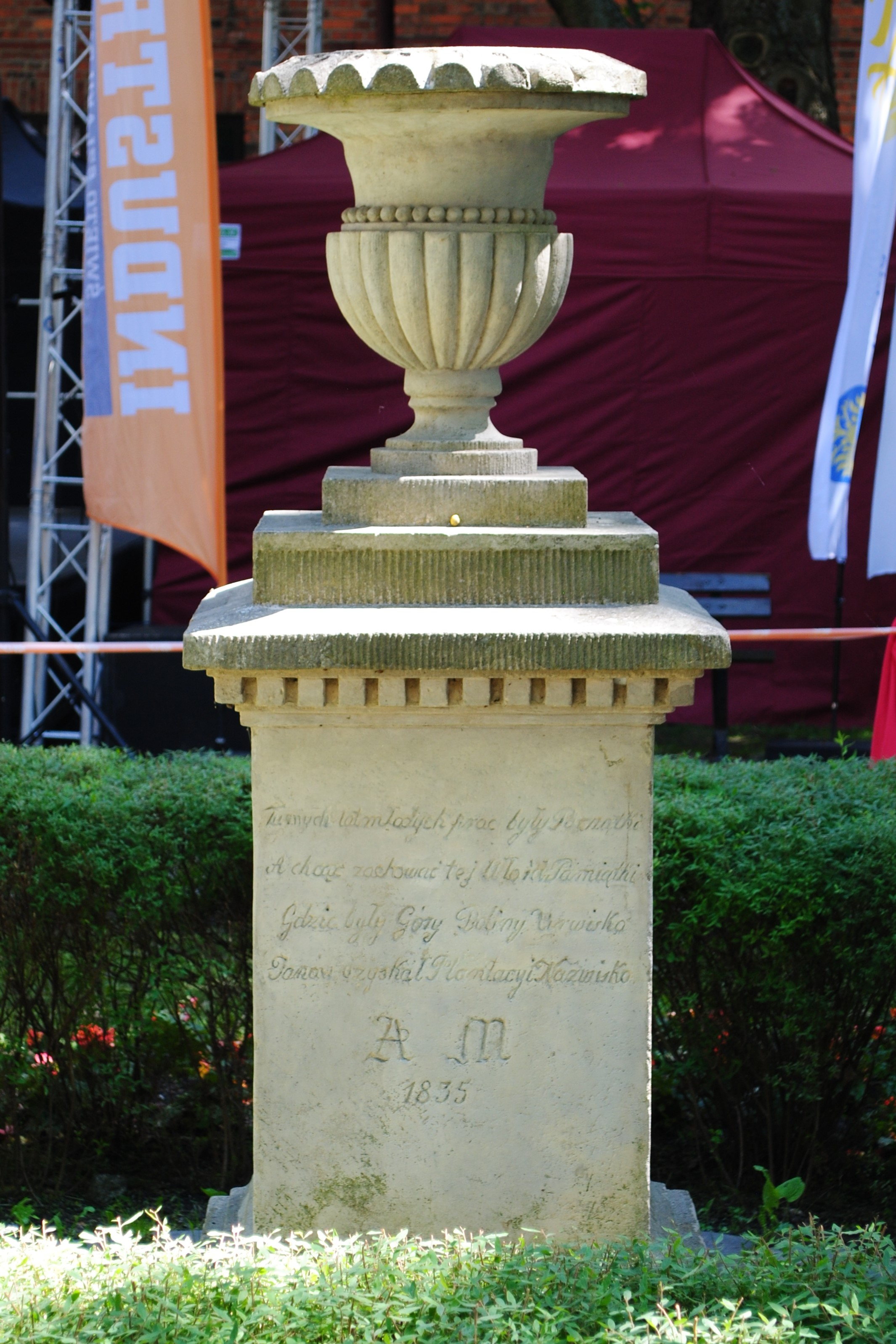
Pomnik-rzeźba ogrodowa z 1835 roku z inicjałami Aleksandra Mieroszewskiego